# Dracæna
Dracæna eller drageblodstræ (Dracaena) er en slægt med ca. 40 arter, som er udbredt i Afrika (med nærliggende øer), Sydasien og Mellemamerika. Det er stedsegrønne, sukkulente træer og buske. Arterne i den tidligere selvstændige slægt, Pleomele er nu anbragt her. og slægten Sanseviera er meget nærststående.
Dracæna har stive, helrandede, læderagtige blade. Blomsterne er samlet i åbne stande, som sidder på selvstændige skud. Alle arter har et specielt dannelsesvæv i stammer og grene, som bruges til tykkelsesvækst. Vævet er helt forskelligt fra det, man finder hos de tokimbladede planter, og det kaldes dracænaagtigt tykkelsesvæv. Dette væv findes også hos Agave-familien og Xanthorrhoeaceae.
Her omtales kun de arter, som ses i Danmark, eller som danske turister kan støde på under rejser i Syden.
| Arter |

- Dracaena fragrans, se Duftdracæna
- Bambusdracæna (Dracaena sanderiana)
- Buskdracæna (Dracaena surculosa)
- Bånddracæna (Dracaena marginata)
- Drageblodstræ (dracaena draco) (Dracaena draco)
- Socotra drageblodstræ (Dracaena cinnabari)
- Duftdracæna (Dracaena concinna)
- Zigzagdracæna (Dracaena reflexa)

Note
1. ↑  Bemærk, at det botaniske navn staves men ae, mens det danske skal stå med æ